# Goole Fields
 (septembre 2023).
Goole Fields est une paroisse civile du Yorkshire de l'Est, en Angleterre.